# Resolución 1738 del Consejo de Seguridad de las Naciones Unidas
La Resolución 1738 del Consejo de Seguridad de las Naciones Unidas fue adoptada por unanimidad el 22 de diciembre de 2006. Después de reafirmar las resoluciones 1265 (1999), 1296 (2000), 1502 (2003) y 1674 (2006) sobre la protección de los civiles en los conflictos armados, el Consejo condenó los ataques contra periodistas en situaciones de conflicto.
El texto fue patrocinado por Francia y Grecia. La aprobación de la Resolución 1738 fue muy bien recibida por ONG como Reporteros Sin Fronteras.

## Resolución

### Observaciones
En el preámbulo de la resolución, el Consejo de Seguridad reafirmó su responsabilidad en el mantenimiento de la paz y la seguridad internacionales en virtud de la Carta de las Naciones Unidas, y reafirmó además que las partes en conflictos armados eran responsables de la toma de medidas para proteger a los civiles. En este contexto, recordó las Convenciones de Ginebra y los Protocolos I y II, con especial atención en lo relativo a la protección de los periodistas. También existían prohibiciones en el derecho internacional contra el hecho de hacer un objetivo intencionado a civiles en conflictos armados. Además, los miembros del Consejo pidieron que se llevaran ante la justicia los responsables de los ataques.
La resolución reafirmó la necesidad de una amplia estrategia de prevención de conflictos que tratara las causas del conflicto para proteger a civiles. Expresó su preocupación por los actos de violencia contra periodistas, profesionales de medios y personal asociado, en relación con la violación del derecho internacional humanitario. Además, el Consejo reconoció que la cuestión de la protección de los periodistas en el conflicto armado era "urgente e importante".

### Actas
La resolución 1738 condenó los ataques a periodistas, medios de comunicación y personal asociado, y pidió que se acabaran estas prácticas. Declaró que este personal tenía que ser considerado como civil y tenía que ser protegido y respetado. Además, los equipos e instalaciones utilizados por los medios de comunicación también se consideraban objetos civiles y, por lo tanto, no pueden ser objetivo de ninguna acción militar.
El Consejo también lamentó la incitación a la violencia en los medios de comunicación, indicando que tomaría más medidas contra las transmisiones mediáticas que incitaban al genocidio, los crímenes contra la humanidad y las violaciones del derecho internacional humanitario. Todas las partes implicadas en el conflicto tenían que cumplir plenamente sus obligaciones relativas a la protección de civiles en conflictos armados, incluido el personal de los medios de comunicación.
Los miembros del Consejo consideraron que el objetivo intencionado de civiles y otras personas protegidas en conflicto era una amenaza para la paz y la seguridad internacionales y expresaba la intención de considerar nuevas medidas si fuera necesario. Los Estados que no formaban parte de los protocolos adicionales de los convenios de Ginebra fueron invitados a incluirse en los mismos.  